# Laura Valette
Laura Valette (16 de febrero de 1997) es una deportista de Francia que compite en atletismo. Ganó una medalla de bronce en el Campeonato Europeo de Atletismo Sub-23 de 2019, en la prueba de 100 m vallas.